# Robert Wallace
Robert Wallace, född den 24 juni 1853, död den 17 januari 1939, var en skotsk agronom.
Wall studerade lantbruk vid universitetet i Edinburgh och ägnade sig några år åt praktiskt jordbruk. Han var lärare i jordbruk vid lantbruksinstitutet i Cirencester 1882-85, professor i jordbruk och jordbruksekonomi vid universitetet i Edinburgh 1885-1922 samt Garton lecturer on colonial and indian agriculture 1900-22. Han är mest känd som ivrare för husdjursskötsel som huvudsak vid lantbruket ("cattle first, corn second") samt genom sina skildringar av lanthushållningen i de brittiska dominions. Han skrev Farm live stock of Great Britain (1885; 5:e upplagan 1923), Indian agriculture (1888), The agriculture and rural economy of Australia and New Zealand (1891) och Farming industries of Cape colony (1896). Wall blev ledamot av Lantbruksakademien 1923.